# Coenonympha arothius
Coenonympha arothius är en fjärilsart som beskrevs av Toyohi Okada och Torii 1945. Coenonympha arothius ingår i släktet Coenonympha och familjen praktfjärilar. Inga underarter finns listade i Catalogue of Life.